# 犬部!
『北里大学獣医学部 犬部!』（きたさとだいがくじゅういがくぶ いぬぶ）は、片野ゆかのノンフィクション書籍。2010年4月にポプラ社から刊行され、2012年4月6日に文庫化された。
2021年7月22日に映画版が公開。

## 概要
青森県十和田市の北里大学獣医学部にある、犬や猫のため活動するサークルをする学生たちの物語。
2011年に、二つの雑誌で漫画化された。『ツヅキくんと犬部のこと』（漫画：衿沢世衣子）が『エレガンスイブ』（秋田書店）にて2011年5月号より隔月で連載された。『犬部！-ボクらのしっぽ戦記-』（漫画：高倉陽樹、シナリオ協力：はまなかあき）が、『週刊少年サンデー』（小学館）にて2011年26号より2013年32号まで不定期でシリーズ連載され、最終回は『クラブサンデー』（同）にて掲載された。なお、一つの原作が二つの媒体で連載されることは、「例外中の例外」だという。
『ツヅキくんと犬部のこと』の単行本発売に合わせ、作者の衿沢が描きおろしたイラストをデザインしたTシャツが販売された。
2014年にNHK ドキュメント20mim.にて犬部！（現・北里しっぽの会）に所属する学生の奮闘を描いたドキュメンタリー番組『さよなら、ココ』が放送された。
2020年8月にこれを原案として、映画化が発表された。

## 書誌情報

### 小説
単行本
- 犬部！ 北里大学獣医学部（2010年4月発売、ポプラ社、ISBN 978-4-591-11747-7）

文庫本
- 北里大学獣医学部 犬部！（2012年4月6日発売、ポプラ文庫、ISBN 978-4-591-12916-6）

キミノベル版
- 〈キミノベル版〉北里大学獣医学部 犬部！（2021年5月14日発売、キミノベル、ISBN 978-4-591-17020-5）

ジュニア版
- 〈ジュニア版〉北里大学獣医学部 犬部！（2021年5月14日発売、ポプラ社、ISBN 978-4-591-17015-1）

### コミカライズ
- 片野ゆか（原作）、はまなかあき（シナリオ協力）、高倉陽樹（漫画）『犬部！ボクらのしっぽ戦記』小学館〈少年サンデーコミックス〉、全3巻
  1. 2012年3月16日発売、ISBN 978-4-09-123557-2
  2. 2012年9月18日発売、ISBN 978-4-09-123693-7
  3. 2013年7月18日発売、ISBN 978-4-09-124354-6

- 片野ゆか（原作）、衿沢世衣子（漫画）『ツヅキくんと犬部のこと』秋田書店、全2巻
  1. 上巻 2013年6月20日発売[12]、ISBN 978-4-253-10597-2
  2. 下巻 2013年6月20日発売[13]、ISBN 978-4-253-10598-9

## 映画
2021年7月22日に公開。監督は篠原哲雄、主演は林遣都。
第24回上海国際映画祭 パノラマ部門NIPPON EXPRESS出品作品。

### キャスト
- 花井颯太：林遣都
- 柴崎涼介：中川大志[15][16]
- 佐備川よしみ：大原櫻子[18][19]
- 秋田智彦：浅香航大[18][19]
- 川瀬美香：田辺桃子[18][19]
- 深沢さと子（動物看護師）：安藤玉恵[18][19]
- 中越真利子（動物保護団体）：しゅはまはるみ[18][19]
- 田原優作：坂東龍汰[18][19]
- 門脇光子（動物愛護センター職員）：田中麗奈[18][19]
- 秋田秀作（動物病院獣医）：酒向芳[18][19]
- 久米尚之（ペットショップ「ドリーム」経営）：螢雪次朗[18][19]
- 涼介の母：長野里美
- 安室源二郎：岩松了[18][19]

### スタッフ
- 原案：片野ゆか『北里大学獣医学部 犬部！』（ポプラ社刊）
- 監督：篠原哲雄
- 脚本：山田あかね
- 主題歌：Novelbright「ライフスコール」（UNIVERSAL SIGMA / ZEST）[20]
- エグゼクティブプロデューサー：山田洋二、飯田雅裕
- プロデューサー：根本裕美
- 共同プロデューサー：神保友香、二木大介、堀越大
- 企画・プロデュース：近藤あゆみ
- キャスティングディレクター：杉野剛
- 撮影：鶴崎直樹
- 証明：金子秀樹
- 音響：弥栄裕樹
- 美術：鈴村高正
- 装飾：近藤美緒
- ヘアメイク：梶谷奈津子
- スタイリスト：神恵美
- 助監督：玉澤恭平
- 製作担当：守田健二
- 動物トレーナー：ZOO動物プロ
- 編集：川村紫織
- 音楽：GEN
- 特別後援：青森県十和田市、北里大学獣医学部
- 協賛：アニコム損害保険
- 協力：日本獣医師会、ネスレ ピュリナ ペットケア
- 配給・宣伝：KADOKAWA
- 宣伝協力：ガイエ
- 製作プロダクション：スタジオブルー
- 製作幹事：バップ、朝日新聞社
- 製作：『犬部!』製作委員会（バップ、朝日新聞社、KADOKAWA、スタジオブルー、ユニバーサル ミュージック、ポプラ社、青森放送、レスパスビジョン）